# Ezio Gamba
Ezio Gamba, född den 2 december 1958 i Brescia, Italien, är en italiensk judoutövare.
Han tog OS-guld i herrarnas lättvikt i samband med de olympiska judotävlingarna 1980 i Moskva.
Han tog OS-silver i samma viktklass i samband med de olympiska judotävlingarna 1984 i Los Angeles.